# Bernhard Denkinger

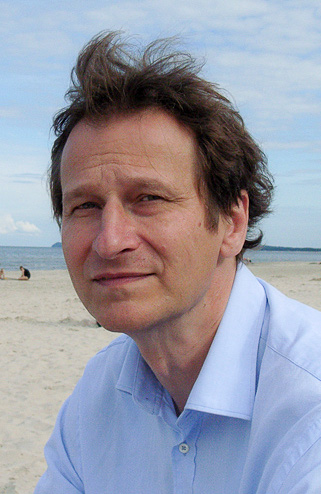
Bernhard Denkinger

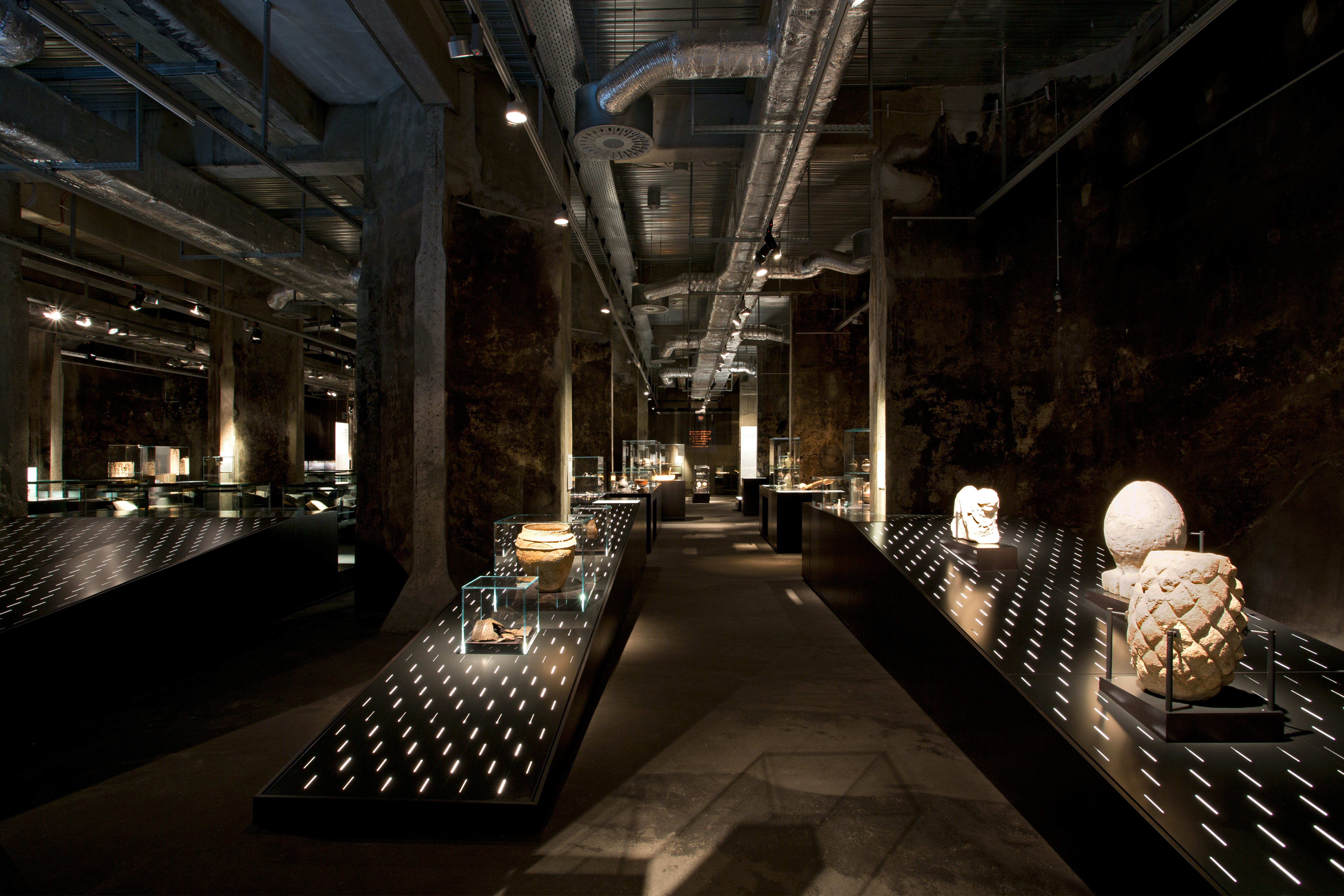
Blick in die Sonderausstellung „Werdendes Ruhrgebiet“

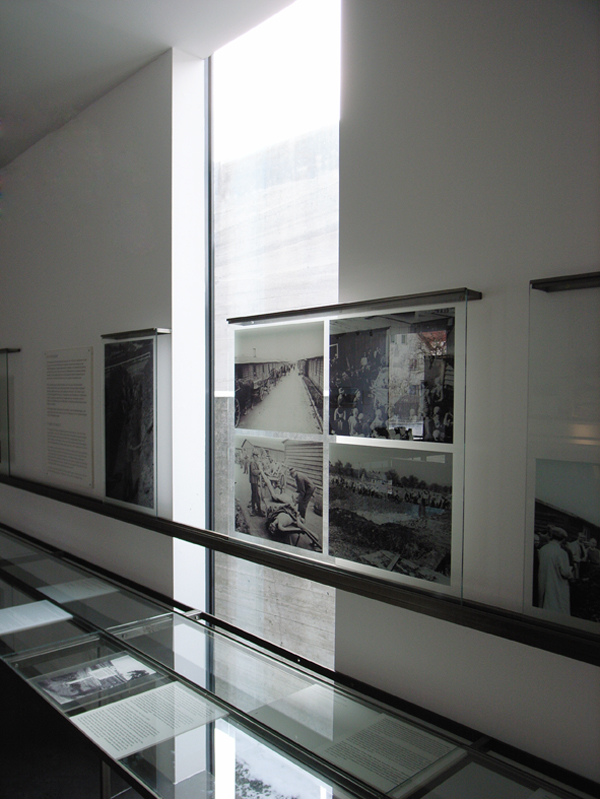
Ausstellung „KZ Gusen 1939–45“

Bernhard Denkinger (* 1956 in Ulm) ist ein österreichischer Architekt und Ausstellungsgestalter.

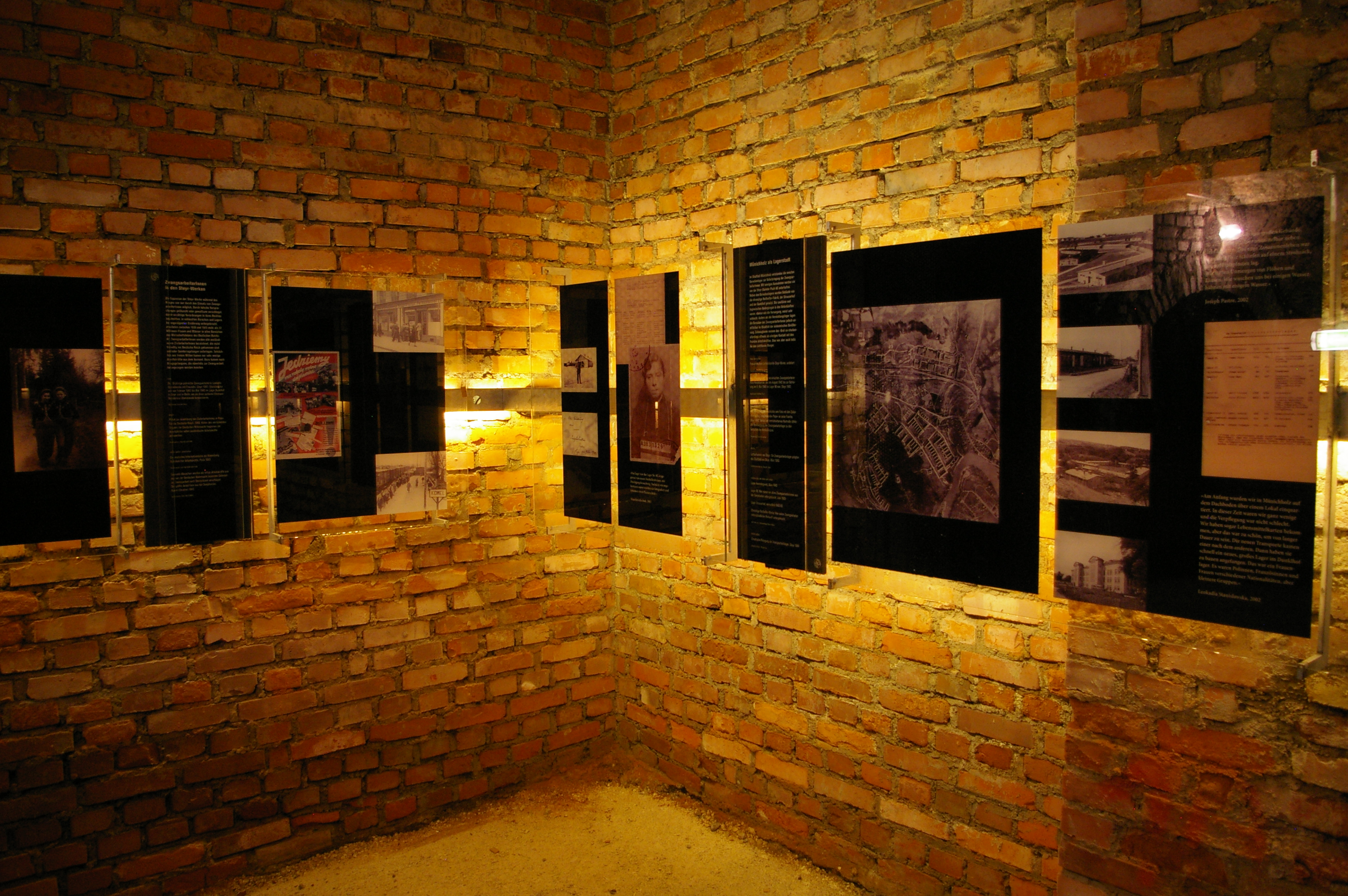
Ausstellungsabschnitt im Stollen der Erinnerung

## Leben
Bernhard Denkinger studierte Architektur an der Technischen Universität München und an der Hochschule für Angewandte Kunst in Wien. Er absolvierte zudem Studienaufenthalte an der ETH Lausanne (Schweiz) und dem Massachusetts Institute of Technology (Cambridge/USA).

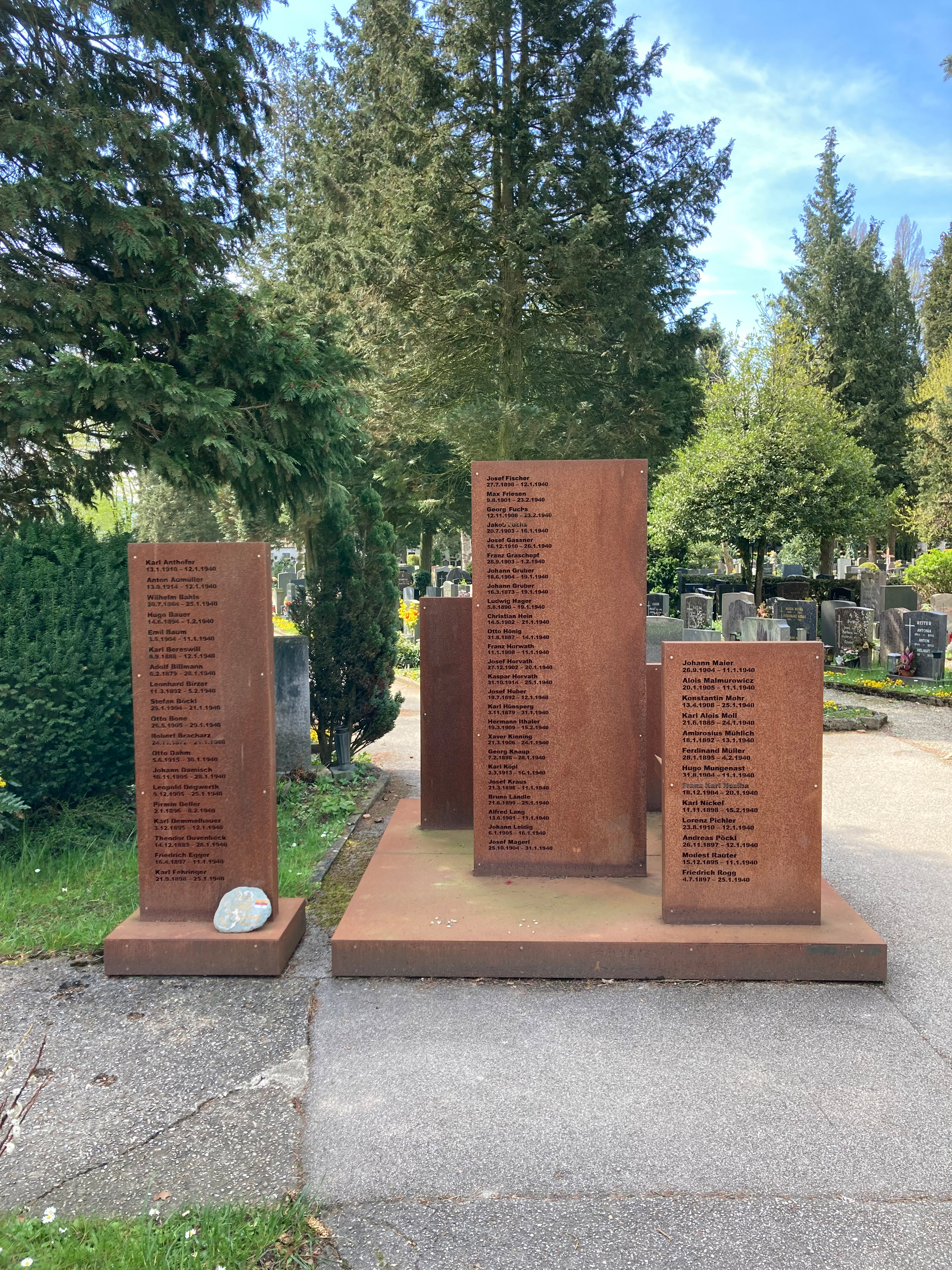
Denkmal Urnengrab Steyr

## Arbeitsschwerpunkte
Seine Arbeitsschwerpunkte liegen in der Museum- und Ausstellungsgestaltung. Neben Ausstellungen zu kunst- und fotohistorischen Themen hat Bernhard Denkinger mehrere Projekte zu historischen und zeitgeschichtlichen Themenstellungen realisiert, unter anderem den Stollen der Erinnerung, die ständige Ausstellung Konzentrationslager Gusen 1939–45, die fotohistorische Ausstellung Alles wieder anders. Fotografien aus der Zeit des Strukturwandels und die kulturhistorische Ausstellung Werdendes Ruhrgebiet. Spätantike und Frühmittelalter an Rhein und Ruhr im Ruhr Museum (Essen). Gemeinsam mit Ulrike Felber erarbeitete er die Ausstellungskonzepte für den Stollen Nr. 5 in Ebensee und das Zeitgeschichte Museum Ebensee.
2011 bis 2015 entstand eine Reihe von Ausstellungsgestaltungen für das Jüdische Museum Wien, darunter Euphorie und Unbehagen – Richard Wagner und das jüdische Wien, Jüdische Genies – Warhols Juden, meeting jedermann: rabinovich revisited, 200 und 20 – Die Bibliothek des jüdischen Museums Wien und Wiesenthal in Wien.
2019 erschien eine architekturtheoretische Publikation zur Architektur des New Brutalism und des Strukturalismus, die auf mehrjährigen Recherchen zur Architektur der 1960er und 1970er Jahre basierte.
In den Jahren 2019 bis 2022 realisierte Bernhard Denkinger Gedenkinstallationen in Steyr, Lungitz und Stillfüssing sowie die Ausstellung Eine Klasse für sich. Adel an Rhein und Ruhr im Ruhrmuseum.       
Untersuchungen zu realistischen und regionalen Architekturströmungen im 20. Jahrhundert führten zu einer Publikation, die die Rolle des Bildhaften in der Architektur thematisiert.        

## Ausstellungen und realisierte Projekte (Auswahl)
- 2001 gemeinsam mit Ulrike Felber: Zeitgeschichte Museum Ebensee[5]
- 2006 KZ Gusen 1939–45, Dauerausstellung, in St. Georgen an der Gusen, Oberösterreich
- 2009 Die Krematorien von Mauthausen
- 2010 Alles wieder anders. Fotografien aus der Zeit des Strukturwandels, in Essen[6]
- 2013 Stollen der Erinnerung in Steyr, Oberösterreich
- 2013 Euphorie und Unbehagen – Richard Wagner und das jüdische Wien, in Wien
- 2015 Werdendes Ruhrgebiet. Spätantike und Frühmittelalter an Rhein und Ruhr, in Essen[7]
- 2017 Der geteilte Himmel. Reformation und religiöse Vielfalt zwischen Rhein und Ruhr, in Essen[8]
- 2019 Buchpublikation: Die Vergessenen Alternativen. Strukturalismus und brutalistische Erfahrung in der Architektur[9]
- 2019 Aufbruch im Westen. Die Künstlersiedlung Margaretenhöhe, in Essen[10]
- 2019 Denkmal Urnengrab in Steyr, Oberösterreich[11]
- 2021 Opfergrabstätte Lungitz-Katsdorf, Oberösterreich[12]
- 2021 Eine Klasse für sich. Adel an Rhein und Ruhr, in Essen[13]
- 2023 Buchpublikation: Die Architektur des Realen. Plädoyer gegen die Bilderflut in der Baukultur[14]